# بیمارستان شهر (شیراز)
بیمارستان شهر واقع در استان فارس، شهرستان شیراز بیمارستانی است خصوصی و درمانی با ظرفیت ۶۵ تخت ثابت که در سال ۱۳۵۵ خورشیدی تأسیس گردید.
هم‌اکنون این بیمارستان دارای بخش‌های اورژانس، اتاق عمل بخش سه، اتاق عمل بخش دو، اتاق عمل بخش جراحی، لیبر، زایشگاه، اتاق عمل بخش جراحی چشم، پست پارتوم، ENT، ارتوپدی، اورولوژی، چشم، داخلی، جراحی عمومی، جراحی زنان و زایمان و دیگر واحدهای پاراکلینیکی و درمانگاهی می‌باشد.